# Рабитицы (деревня)
Раби́тицы (фин. Ropitsa) — деревня в Волосовском районе Ленинградской области, административный центр Рабитицкого сельского поселения.

## История
Впервые упоминается в Писцовой книге Водской пятины 1500 года как сельцо Робичици в Богородицком Врудском погосте.
На карте Ингерманландии А. И. Бергенгейма, составленной по материалам 1676 года — как деревня Ropetitsa.
На шведской «Генеральной карте провинции Ингерманландии» 1704 года — как деревня Ropetitza.
Как деревня Ропетицы она обозначена на «Географическом чертеже Ижорской земли» Адриана Шонбека 1705 года.
Деревня Рабитицы упомянута на карте Ингерманландии А. Ростовцева 1727 года.
На карте Санкт-Петербургской губернии Ф. Ф. Шуберта 1834 года обозначена деревня Рабитицы, состоящая из 64 крестьянских дворов.

РОБИТИЦЫ — мыза принадлежит тайного советника Булгакова дочерям, число жителей по ревизии: 80 м. п., 86 ж. п.

РОБИТИЦЫ — деревня принадлежит тайной советнице Пейкер, число жителей по ревизии: 81 м. п., 96 ж. п. (1838 год)

В пояснительном тексте к этнографической карте Санкт-Петербургской губернии П. И. Кёппена 1849 года она записана как деревня Robititz (Робитицы) и указано количество её жителей на 1848 год: савакотов — 44 м. п., 50 ж. п., всего 94 человека, русских — 177 человек обоего пола.
На карте профессора С. С. Куторги 1852 года она обозначена как деревня Рабитицы, состоящая из 63 дворов.

РАБИТИЦЫ — деревня коллежского советника барона Врангеля, 10 вёрст по почтовой, а остальные по просёлочной дороге, число дворов — 30, число душ — 58 м. п.

РАБИТИЦЫ — деревня ротмистра Перовского, 10 вёрст по почтовой, а остальные по просёлочной дороге, число дворов — 28, число душ — 67 м. п. (1856 год)

Согласно карте Санкт-Петербургской губернии 1860 года деревня Рабитицы насчитывала 31 двор.

РАБИТИЦЫ — деревня владельческая при колодце, по Рожественскому тракту, от Ямбурга в 46 верстах, число дворов — 25, число жителей: 69 м. п., 72 ж. п.

РАБИТИЦЫ — деревня владельческая при колодце, по Рожественскому тракту, от Ямбурга в 46 верстах, число дворов — 26, число жителей: 54 м. п., 62 ж. п. (1862 год)

В 1871—1873 годах временнообязанные крестьяне деревни выкупили свои земельные наделы у барона Г. Г. Врангеля, а в 1872 году, у Б. А. и С. К. Перовских и стали собственниками земли.

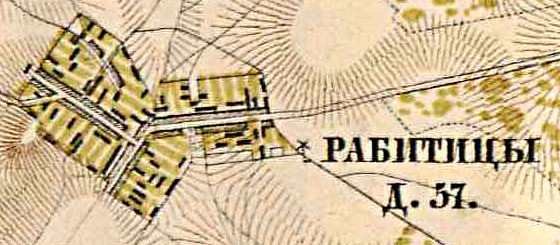
План деревни Рабитицы. 1885 год

Согласно «Карте окрестностей Санкт-Петербурга» в 1885 году деревня Рабитицы состояла из 57 крестьянских дворов. На восточной окраине деревни находилась ветряная мельница.
Сборник же Центрального статистического комитета описывал деревню так:

РОБИТИЦЫ (РАБИТИЦЫ) — деревня бывшая владельческая, дворов — 31, жителей — 120. Школа. (1885 год)

Согласно материалам по статистике народного хозяйства Ямбургского уезда 1887 года мыза Робитицы площадью 3149 десятин принадлежала финляндскому уроженцу Э.-Х. Ф. Ценеру, мыза была приобретена в 1883 году за 19 000 рублей, ещё две мызы Робитицы площадью 20 десятин каждая принадлежали крестьянам Эстляндской губернии М. Ю. и Ю. М. Сасси, мызы были приобретены в 1885 году за 240 и 540 рублей.
В 1900 году, согласно «Памятной книжке Санкт-Петербургской губернии», мыза Робитицы площадью 2773 десятины принадлежала личному почётному гражданину Фридриху-Вильгельму Яковлевичу Вейденштрауху.
В конце XIX — начале XX века деревня административно относилась к Врудской волости 1-го стана Ямбургского уезда Санкт-Петербургской губернии. Население деревни было смешанным — финско-русским.
По данным «Памятной книжки Санкт-Петербургской губернии» за 1905 год мызой Рабитицы площадью 2026 десятин, владел личный почётный гражданин Фридрих-Вильгельм Яковлевич Вейденштраух. Усадьбой и участком земли при деревне 2-е Рабитицы площадью 7 десятин, владел личный потомственный гражданин Максим Степанович Питомский. Кроме того, участком в 45 десятин при деревне Рабитицы владел крестьянин Фома Яковлевич Тамасов.
В 1913 году деревня также состояла из 57 дворов.
С 1917 по 1927 год  деревни Робитицы 1 и Робитицы 2 входили в состав Робитицкого сельсовета Врудской волости Кингисеппского уезда.
Согласно данным переписи населения СССР 1926 года в деревне Рабитицы I проживали 184 человека, в деревне Рабитицы II — 233 человека, большинство русские, а также финны и эстонцы.
С 1927 года в составе Волосовского района.

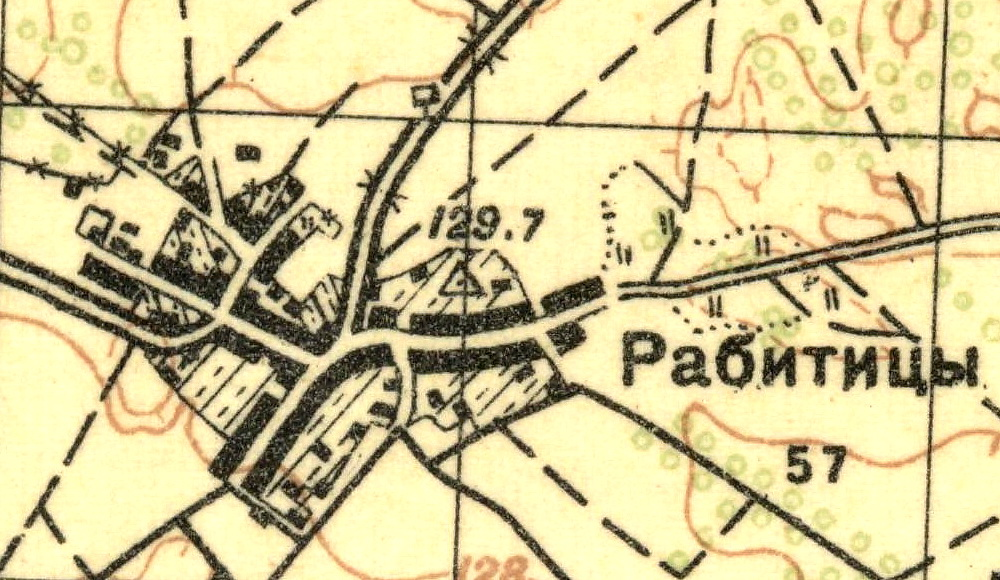
План деревни Рабитицы. 1930 год

Согласно топографической карте 1930 года деревня насчитывала 57 дворов.
По данным 1933 года деревня Робитицы II являлась административным центром Робитицкого сельсовета Волосовского района, в который входили 6 населённых пунктов: деревни Введенское, Домашковицы, Робитицы I, Робитицы II; посёлки Робитицы и Сяглицы, общей численностью населения 1028 человек.
По данным 1936 года административным центром Робитицкого сельсовета являлась деревня Робитицы, в состав сельсовета входили 6 населённых пунктов, 239 хозяйств и 6 колхозов.
С 1 августа 1941 года германская оккупация. Деревня была освобождена от немецко-фашистских оккупантов 29 января 1944 года.
С 1954 года в составе Волосовского сельсовета.
С 1963 года в составе Кингисеппского района.
С 1965 года вновь в составе Волосовского района. В 1965 году население деревни составляло 216 человек.
По данным 1966 года деревень было две: Рабитицы 1-е и Рабитицы 2-е, они находились в составе Волосовского сельсовета.
По данным 1973 года в составе Волосовского сельсовета находилась единая деревня Рабитицы.
По административным данным 1990 года деревня Рабитицы была центром Рабитицкого сельсовета общей численностью населения 1366 человек, при этом население деревни Рабитицы составляло 19 человек.
В 1997 году в деревне Рабитицы проживали 1302 человека, деревня являлась центром Рабитицкой волости, в 2002 году — 1348 человек (русские — 89 %), в 2007 году — 1354 человек.

## География
Деревня расположена в центральной части района на автодороге 41А-002 (Гатчина — Ополье).
Расстояние до районного центра — 8 км.
Расстояние до ближайшей железнодорожной станции Волосово — 10 км.

## Демография
| 1862 | 2002  | 2007  | 2010  | 2017  |
| ---- | ----- | ----- | ----- | ----- |
| 257  | ↗1348 | ↗1354 | ↘1307 | ↗1427 |

### Национальный состав
Согласно данным Всероссийской переписи населения 2021 года в деревне проживали 1378 человек, из них:
 русские — 1316, украинцы — 11, армяне — 8, молдаване — 5, татары — 5, белорусы — 4, таджики — 4, азербайджанцы — 3, чуваши — 3, грузины — 2, коми — 1, другие национальности — 12 человек, остальные национальность не указали.

## Достопримечательности
- Близ деревни находится курганно-жальничный могильник XI—XIV веков[42].

## Улицы
Лесная, Луговая, Придорожная, Центральная.